# Соціальні потреби
Соціа́льні потре́би — потреби, що створюються суспільством і залежать від рівня його розвитку, а також від специфічних умов діяльності соціальних суб'єктів (індивідів, груп). Усвідомлення соціальної потреби стає мотивацією діяльності й виявляється у бажаннях, цілях, інтересах людей.
До соціальних потреб зазвичай відносяться потреби в спілкуванні, в трудовій діяльності, соціально-економічній активності, духовній культурі, тобто у всьому що є продуктом суспільного життя.
В ієрархії потреб Маслоу соціальні потреби займають третє місце як потреби в соціальних зв'язках. Вони вказують на необхідність соціального єднання з групою і приналежності до неї, соціальних контактів, а також любові, позитивного ставлення з боку інших, соціальної взаємодії як таких, тощо.
Російський вчений-психолог Станіслав Каверін, поділяючи потреби відповідно до зростання їх рівня, під соціальними потребами розуміє необхідність належати до певної соціальної групи і посідати в ній певне місце, користуватись увагою оточуючих, бути об'єктом поваги і любові, а також необхідністю в самоствердженні, пізнанні і самовираженні.